# Clásica San Sebastián 2021
La 40.ª edición de la clásica ciclista Clásica San Sebastián (nombre oficial: Donostiako Klasikoa) fue una carrera en España que se celebró el 31 de julio de 2021 con inicio y final en la ciudad de San Sebastián sobre un recorrido de 223,5 kilómetros.
La carrera formó parte del UCI WorldTour 2021, siendo la vigésima segunda competición del calendario de máxima categoría mundial, y fue ganada por el estadounidense Neilson Powless del EF Education-NIPPO. Completaron el podio, como segundo y tercer clasificado respectivamente, el esloveno Matej Mohorič del Bahrain Victorious y el danés Mikkel Honoré del Deceuninck-Quick Step.

## Recorrido
La competencia recorrió la provincia de Guipúzcoa en el País Vasco hasta la ciudad de San Sebastián sobre un recorrido de 223,5 kilómetros.

## Equipos participantes
Tomaron parte en la carrera 26 equipos: 19 de categoría UCI WorldTeam y 7 de categoría UCI ProTeam. Formaron así un pelotón de 175 ciclistas de los que acabaron 100. Los equipos participantes fueron:
| WorldTeams (19)- AG2R Citroën Team - Astana-Premier Tech - Bahrain Victorious - Bora-Hansgrohe - Cofidis - Deceuninck-Quick Step - EF Education-Nippo - Groupama-FDJ - Ineos Grenadiers - Intermarché-Wanty-Gobert Matériaux - Israel Start-Up Nation - Jumbo-Visma - Lotto Soudal - Movistar Team - Team BikeExchange - Team DSM - Qhubeka NextHash - Trek-Segafredo - UAE Team Emirates ProTeams (7)- Alpecin-Fenix - Arkéa-Samsic - TotalEnergies - Euskaltel-Euskadi - Caja Rural-Seguros RGA - Equipo Kern Pharma - Burgos-BH |
| |

## Clasificaciones finales
- Las clasificaciones finalizaron de la siguiente forma:[2]

### Clasificación general
| \| Clasificación general \| Clasificación general \| Clasificación general \| Clasificación general \| Clasificación general \| \| Ciclista \| Ciclista \| Equipo \| Tiempo \| \| \| --------------------- \| ------------------------- \| ---------------------------------- \| --------------------- \| --------------------- \| \| 1.º \| Neilson Powless \| EF Education-Nippo \| 5 h 34 min 31 s \| \| \| 2.º \| Matej Mohorič \| Bahrain Victorious \| + 0 s \| \| \| 3.º \| Mikkel Honoré \| Deceuninck-Quick Step \| + 0 s \| \| \| 4.º \| Lorenzo Rota \| Intermarché-Wanty-Gobert Matériaux \| + 30 s \| \| \| 5.º \| Alessandro Covi \| UAE Team Emirates \| + 1 min 04 s \| \| \| 6.º \| Julian Alaphilippe \| Deceuninck-Quick Step \| + 1 min 04 s \| \| \| 7.º \| Odd Christian Eiking \| Intermarché-Wanty-Gobert Matériaux \| + 1 min 04 s \| \| \| 8.º \| Jonas Vingegaard \| Jumbo-Visma \| + 1 min 04 s \| \| \| 9.º \| Gianni Moscon \| Ineos Grenadiers \| + 1 min 04 s \| \| \| 10.º \| Bauke Mollema \| Trek-Segafredo \| + 1 min 04 s \| \| \| 11.º \| Gonzalo Serrano Rodríguez \| Movistar Team \| + 1 min 04 s \| \| \| 12.º \| Maxim Van Gils \| Lotto-Soudal \| + 1 min 04 s \| \| \| 13.º \| Mark Padun \| Bahrain Victorious \| + 1 min 04 s \| \| \| 14.º \| Giulio Ciccone \| Trek-Segafredo \| + 1 min 04 s \| \| \| 15.º \| Simon Carr \| EF Education-Nippo \| + 1 min 08 s \| \| \| 16.º \| Egan Bernal \| Ineos Grenadiers \| + 1 min 09 s \| \| \| 17.º \| Diego Ulissi \| UAE Team Emirates \| + 1 min 36 s \| \| \| 18.º \| Juan Ayuso \| UAE Team Emirates \| + 1 min 36 s \| \| \| 19.º \| Ruben Guerreiro \| EF Education-Nippo \| + 1 min 36 s \| \| \| 20.º \| Gorka Izagirre \| Astana-Premier Tech \| + 1 min 36 s \| \| |                           |                                    |                 |
| |                           |                                    |                 |
| Fuente: ProCyclingStats |                           |                                    |                 |
| Clasificación general |                           |                                    |                 |
| Ciclista | Ciclista                  | Equipo                             | Tiempo          |
| 1.º | Neilson Powless           | EF Education-Nippo                 | 5 h 34 min 31 s |
| 2.º | Matej Mohorič             | Bahrain Victorious                 | + 0 s           |
| 3.º | Mikkel Honoré             | Deceuninck-Quick Step              | + 0 s           |
| 4.º | Lorenzo Rota              | Intermarché-Wanty-Gobert Matériaux | + 30 s          |
| 5.º | Alessandro Covi           | UAE Team Emirates                  | + 1 min 04 s    |
| 6.º | Julian Alaphilippe        | Deceuninck-Quick Step              | + 1 min 04 s    |
| 7.º | Odd Christian Eiking      | Intermarché-Wanty-Gobert Matériaux | + 1 min 04 s    |
| 8.º | Jonas Vingegaard          | Jumbo-Visma                        | + 1 min 04 s    |
| 9.º | Gianni Moscon             | Ineos Grenadiers                   | + 1 min 04 s    |
| 10.º | Bauke Mollema             | Trek-Segafredo                     | + 1 min 04 s    |
| 11.º | Gonzalo Serrano Rodríguez | Movistar Team                      | + 1 min 04 s    |
| 12.º | Maxim Van Gils            | Lotto-Soudal                       | + 1 min 04 s    |
| 13.º | Mark Padun                | Bahrain Victorious                 | + 1 min 04 s    |
| 14.º | Giulio Ciccone            | Trek-Segafredo                     | + 1 min 04 s    |
| 15.º | Simon Carr                | EF Education-Nippo                 | + 1 min 08 s    |
| 16.º | Egan Bernal               | Ineos Grenadiers                   | + 1 min 09 s    |
| 17.º | Diego Ulissi              | UAE Team Emirates                  | + 1 min 36 s    |
| 18.º | Juan Ayuso                | UAE Team Emirates                  | + 1 min 36 s    |
| 19.º | Ruben Guerreiro           | EF Education-Nippo                 | + 1 min 36 s    |
| 20.º | Gorka Izagirre            | Astana-Premier Tech                | + 1 min 36 s    |

## Ciclistas participantes y posiciones finales
Convenciones:
- AB: Abandono
- FLT: Retiro por llegada fuera del límite de tiempo
- NTS: No tomó la salida
- DES: Descalificado o expulsado

## UCI World Ranking
La Clásica San Sebastián otorgó puntos para el UCI World Ranking para corredores de los equipos en las categorías UCI WorldTeam, UCI ProTeam y Continental. Las siguientes tablas son el baremo de puntuación y los 10 corredores que obtuvieron más puntos:
| Posición   | 1.º | 2.º | 3.º | 4.º | 5.º | 6.º | 7.º | 8.º | 9.º | 10.º | 11.º | 12.º | 13.º | 14.º | 15.º | 16.º-20.º | 21.º-30.º | 31.º-50.º | 51.º-55.º | 56.º-60.º |
| Puntuación | 400 | 320 | 260 | 220 | 180 | 140 | 120 | 100 | 80  | 68   | 56   | 48   | 40   | 32   | 28   | 24        | 16        | 8         | 4         | 2         |

| Clasificación |                      |                                    |        |
| Ciclista      | Ciclista             | Equipo                             | Puntos |
| ------------- | -------------------- | ---------------------------------- | ------ |
| 1.º           | Neilson Powless      | EF Education-NIPPO                 | 400    |
| 2.º           | Matej Mohorič        | Bahrain Victorious                 | 320    |
| 3.º           | Mikkel Honoré        | Deceuninck-Quick Step              | 260    |
| 4.º           | Lorenzo Rota         | Intermarché-Wanty-Gobert Matériaux | 220    |
| 5.º           | Alessandro Covi      | UAE Emirates                       | 180    |
| 6.º           | Julian Alaphilippe   | Deceuninck-Quick Step              | 140    |
| 7.º           | Odd Christian Eiking | Intermarché-Wanty-Gobert Matériaux | 120    |
| 8.º           | Jonas Vingegaard     | Jumbo-Visma                        | 100    |
| 9.º           | Gianni Moscon        | INEOS Grenadiers                   | 80     |
| 10.º          | Bauke Mollema        | Trek-Segafredo                     | 68     |